# Amor del bueno (canción)
Amor del bueno es el título de la canción y el tercer sencillo de Reyli Barba en su primer álbum titulado En la luna (2004). La canción logró alcanzar el puesto número 45 en los US Billboard , Hot Latin Tracks.
En 201, se lanzó un nueva versión con el cantante español Miguel Bosé para el álbum de éxitos de Reyli Barba que lleva por título Bien acompañado.

## Lista de canciones

### CD - Maxi single[7]
| Amor del bueno — Single |                  |          |  |
| N.º                     | Título           | Duración |  |
| 1.                      | «Amor del bueno» | 4:07     |  |

## Posiciones en las listas (2003)
| Listas (2000)                              | Posición |
| ------------------------------------------ | -------- |
| Estados Unidos Billboard Hot Latin Tracks  | 13       |
| Estados Unidos Billboard Latin Pop Airplay | 27       |